# Neuroleon (Neuroleon) fanaticus
Neuroleon (Neuroleon) fanaticus is een insect uit de familie van de mierenleeuwen (Myrmeleontidae), die tot de orde netvleugeligen (Neuroptera) behoort. 
Neuroleon (Neuroleon) fanaticus is voor het eerst wetenschappelijk beschreven door McLachlan in Fedchenko in 1875.